# Porcellio gestroi
Porcellio gestroi är en kräftdjursart som beskrevs av Alessandro Brian 1932. Porcellio gestroi ingår i släktet Porcellio och familjen Porcellionidae. Inga underarter finns listade i Catalogue of Life.